# حسين بطير
حسين بطير (مواليد 2 أغسطس 1990)، رافع أثقال بارالمبي جزائري.
في دورة الألعاب البارالمبية الصيفية 2020 ، فاز بالميدالية البرونزية في مسابقة 65 كجم للرجال، فاز بالميدالية الذهبية في منافسته في بطولة العالم لرفع الأثقال البارالمبية 2021 التي أقيمت في تبليسي، جورجيا.

## الجوائز
- ميدالية برونزية رفع أثقال 65 كلغ طوكيو 2020.[2]